# Topaz Page-Green
Topaz Page-Green là một người mẫu thời trang người Nam Phi và là người sáng lập  và chủ tịch của tập đoàn phi lợi nhuận The Lunchbox Fund.

## Tuổi thơ và giáo dục ban đầu
Topaz Page-Green sinh năm 1979  và lớn lên gần thành phố Johannesburg, Nam Phi. Cha và mẹ cô là các nhà địa chất.
Cô theo học trường Kingsmead, một trường tư thục dành cho tất cả các cô gái ở Johannesburg.
Khi cô khoảng 15 tuổi, cô có công việc đầu tiên là đóng gói đồ tạp hóa trong một cửa hàng nhỏ. Cô đã sử dụng thu nhập của mình để mua thức ăn cho mình ở trường.

## Nghề nghiệp
Sau khi tốt nghiệp trung học, Page-Green bắt đầu sự nghiệp người mẫu sau khi chuyển đến London. Khi đi du lịch trên tàu điện ngầm Luân Đôn, cô được một người mẫu trinh sát chú ý và ký hợp đồng ngay sau đó với một công ty tài năng. Trong một chuyến đi về Nam Phi năm 2003 , cô đã phải đối mặt với sự nghèo đói cùng cực của đất nước mình và quyết định làm gì đó với nó. Năm 2005, cô đã ra mắt Quỹ Bữa trưa như một phản ứng của mình đối với tình trạng nghèo khó này. Quỹ này quyên tiền để cung cấp một bữa ăn mỗi ngày cho các học sinh nghèo và có nguy cơ tại các trường trung học thị trấn ở Nam Phi.
Cô học môn Châu Phi, xã hội học và nhân quyền tại Trường Nghiên cứu Cá nhân của Đại học New York.

## Quỹ Bữa trưa - The Lunchbox Fund
Page-Green thành lập Quỹ Bữa trưa vào năm 2005. Quỹ này cung cấp một bữa ăn mỗi ngày cho 22.000 học sinh trung học kém may mắn, tổng cộng hơn 2,6 triệu bữa ăn mỗi năm. Quỹ Bữa trưa bắt đầu ở quận Soweto có nguy cơ lịch sử ở thành phố Johannesburg.